# Potosí (departement)
Potosí is een van de negen departementen van Bolivia, in het zuidwesten van het land. Het heeft een oppervlakte van 118.218 km² en telt 823.517 inwoners (2012). De mijnstad Potosí is de hoofdstad van dit departement.
Het grenst aan de landen Argentinië in het zuiden en Chili in het westen en verder aan de departementen Oruro in het noordwesten, Cochabamba in het noorden, Chuquisaca in het oosten en Tarija in het zuidoosten.
Potosí heeft een erg ruig, kaal en bergachtig landschap. In het westen bevindt zich een plateauland, het Hoogland van Bolivia. Hier bevindt zich de Salar de Uyuni, de grootste zoutvlakte ter wereld.

## Bestuurlijke indeling
Het departement is verdeeld in zestien provincies. Achter elke provincie wordt de hoofdplaats genoemd.
| Nr.                                     | Provincie          | Inwoners | Oppervlakte | Gemeenten | Hoofdplaats              | Inwoners |
| --------------------------------------- | ------------------ | -------- | ----------- | --------- | ------------------------ | -------- |
| 1                                       | Alonso de Ibáñez   | 27.970   | 2.170 km²   | 2         | Villa de Sacaca          | 19.725   |
| 2                                       | Antonio Quijarro   | 54.947   | 14.890 km²  | 3         | Uyuni                    | 29.518   |
| 3                                       | Bernardino Bilbao  | 10.224   | 640 km²     | 2         | Arampampa                | 4.170    |
| 4                                       | Charcas            | 41.214   | 2.964 km²   | 2         | San Pedro de Buena Vista | 31.519   |
| 5                                       | Chayanta           | 97.251   | 7.026 km²   | 5         | Colquecha                | 4.272    |
| 6                                       | Cornelio Saavedra  | 55.100   | 2.375 km²   | 3         | Betanzos                 | 4.632    |
| 7                                       | Daniel Campos      | 5.850    | 12.106 km²  | 2         | Llica                    | 5.013    |
| 8                                       | Enrique Baldivieso | 1.684    | 2.254 km²   | 1         | San Augustín             | -        |
| 9                                       | José María Linares | 49.619   | 5.136 km²   | 3         | Puna                     | 21.917   |
| 10                                      | Modesto Omiste     | 44.645   | 2.260 km²   | 1         | Villazón                 | 44.645   |
| 11                                      | Nor Chichas        | 42.248   | 8.979 km²   | 2         | Cotagaita                | 31.801   |
| 12                                      | Nor Lípez          | 14.057   | 20.892 km²  | 2         | Colcha "K"               | 12.997   |
| 13                                      | Rafael Bustillo    | 86.947   | 2.235 km²   | 4         | Uncía                    | 21.955   |
| 14                                      | Sud Chichas        | 55.879   | 8.516 km²   | 2         | Tupiza                   | 44.653   |
| 15                                      | Sud Lípez          | 6.835    | 22.355 km²  | 3         | San Pablo de Lípez       | 3.371    |
| 16                                      | Tomás Frías        | 229.047  | 3.420 km²   | 4         | Potosí                   | 189.652  |
| Bron: Inwoners van de provincies (2012) |                    |          |             |           |                          |          |

| Detailkaart |
| ----------- |
|             |
| Provincies  |